# Malaguti Spidermax
Il Malaguti Spidermax è uno scooter prodotto dalla casa motociclistica Malaguti dal 2004 al 2011.

## Storia

### Sviluppo
Lo progettazione di un maxi scooter a marchio Malaguti (da posizionare più in alto rispetto al modello Madison) viene affidata nel 2000 alla Engines Engineering guidata dall’ingegnere Alberto Strazzari. Noto con il nome in codice B2, il suo sviluppo costò alla casa costruttrice circa 6 milioni di euro e durò 3 anni.
Tale modello era destinato a far concorrenza ai maxiscooter giapponesi che in Europa stavano guadagnandosi quote di mercato sempre maggiori. Tra le caratteristiche principali dello Spidermax vi erano il motore monocilindrico abbinato a un innovativo telaio perimetrale in alluminio pressofuso di ispirazione motociclistica, composto da due gusci uniti da viti passanti e integrato da telaietti in tubi di acciaio a sostegno della pedana e della struttura posteriore. La linea era frutto del centro stile Malaguti mentre l’aerodinamica venne studiata in galleria del vento. Il propulsore era il 500 Master (460 cm³ effettivi) fornito da Piaggio.

### Spidermax GT 500 (2004-2010)
La presentazione dello Spidermax GT 500 avvenne nel fine 2003; la sigla GT 500 sottolineava l’intenzione di proporre in futuro ulteriori versioni più sportive del modello. 
Il modello entrò in produzione nella primavera del 2004 e venne posto in vendita sul mercato italiano e nei restanti mercati europei dall'autunno.
Esteticamente lo Spidermax GT 500 presenta un ampio frontale con due fanali a V uniti da una piccola calandra dai bordi cromati, prese d’aria laterali molto estese, il volume posteriore molto ampio ospita un vano sottosella da 38 litri in grado di ospitare due caschi integrali. La parte centrale dello scooter è verniciata a contrasto, color alluminio. 
La forcella anteriore Paioli a doppia piastra, di tipo teleidraulico con steli da 41 mm di diametro, opera con una corsa di 120 mm. La sospensione posteriore è a motore oscillante, con attacco articolato al telaio. Gli ammortizzatori sono due, teleidraulici, con precarico molla regolabile ed escursione di 75 mm.
L’impianto dei freni è realizzato dalla Grimeca
ed è di tipo integrale con due dischi anteriori di 270 mm e un disco posteriore di 260 mm, tutti con pinza flottante a due pistoncini.
Il motore è il Piaggio Master 500 da 460 cm³ monocilindrico e monoalbero a 4 valvole raffreddato a liquido e quattro tempi che eroga 40 CV a 7250 giri e 42 Nm di coppia a 6000 giri/min alimentato a iniezione elettronica e abbinato a trasmissione a variatore centrifugo continuo di velocità, con frizione centrifuga automatica. Il motore al debutto era omologato Euro 2. Il peso dichiarato è di 204 kg. Le ruote anteriori e posteriori sono da 16”.
Nel gennaio 2007 viene presentato il GT 500 omologato Euro 3.
Il GT 500 resta in produzione fino alla fine del 2010 con il motore Master da 460 cm³.

### Spidermax RS 500 (2007-2011)
Un leggero restyling viene presentato ad EICMA nel novembre 2007 e posto in vendita da dicembre; in tale occasione 
viene introdotta anche una seconda variante, l’RS 500 con caratterizzazione più sportiva che affianca il modello GT 500. Lo Spidermax RS 500 presenta un nuovo scudo anteriore con una inedita calandra, una coda ridisegnata, una nuova grafica per la strumentazione e il nuovo motore Piaggio Master da 493 cm³ con doppia candela, omologato Euro 3, che eroga 30,5 kW (41 CV) a 7250 giri/min e 45 Nm di coppia a 6000 giri/min. Sulla versione RS non sono presenti le cromature laterali che caratterizzano la versione GT.
Una variante depotenziata da 24.5 kW (33 CV) a 6500 giri venne offerta per i possessori di patente A1, guidabile dai 18 anni.
La produzione dello Spidermax RS 500 termina nell'aprile del 2011 in seguito alla decisione della famiglia Malaguti di cessare l'attività produttiva.